# Toppan
Toppan Printing Co., Ltd. (凸版印刷株式会社) é uma empresa do Japão presidida por Naoki Adachi.

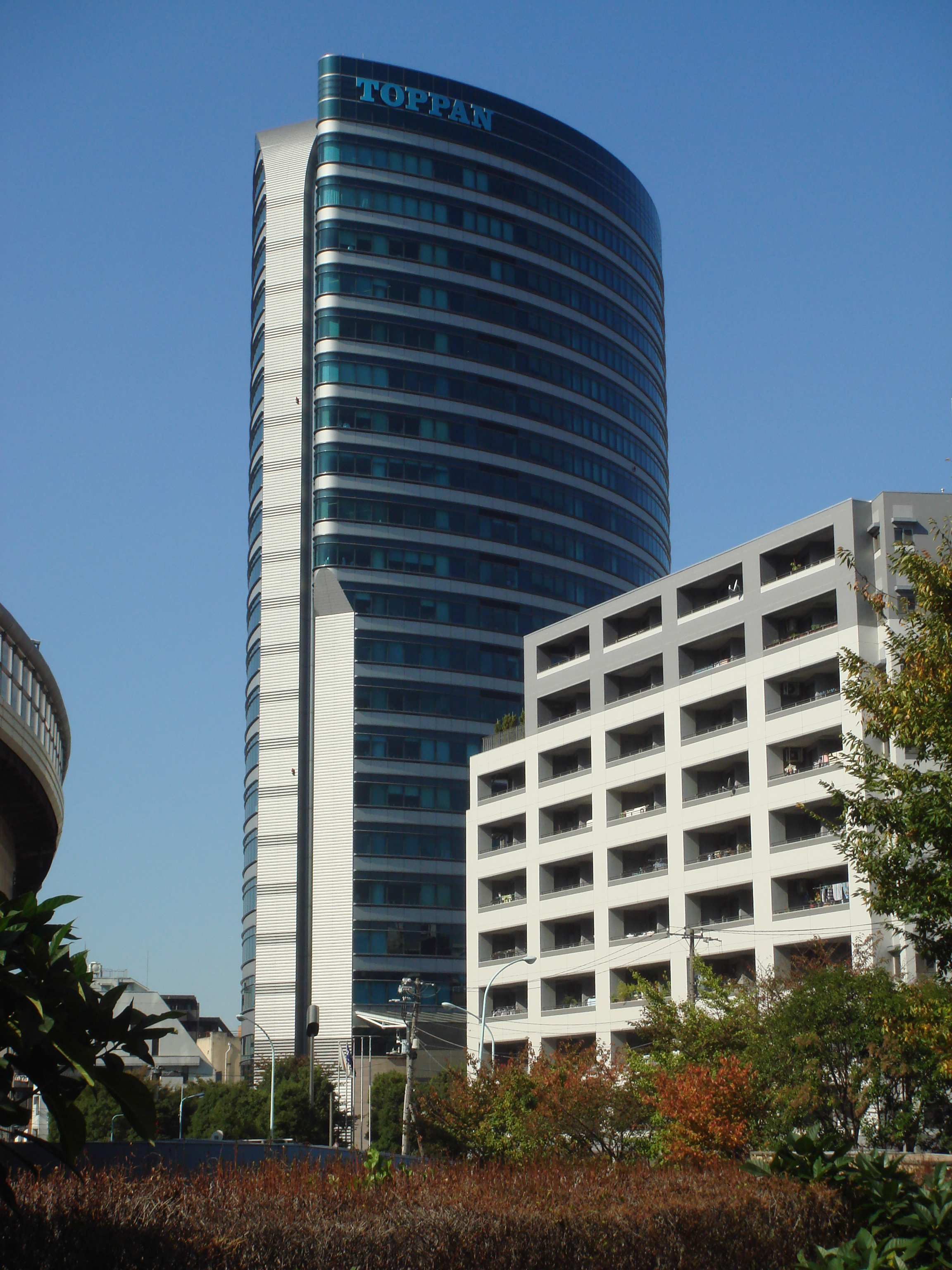
Sede da empresa

É uma gráfica que atua em todo o mundo, fundada a mais de um século atrás.
Foi responsável por fabricar o menor livro do mundo.